# Тиличеть
Тиличеть—поселок в Нижнеингашском районе Красноярского края , административный центр  Тиличетского сельсовета.

## География
Находится на расстоянии примерно 88 километров на северо-восток от районного центра поселка Нижний Ингаш у железнодорожной линии Решеты-Карабула.

## Климат
Климат резко континентальный с продолжительной суровой, малоснежной  зимой  и  коротким жарким  летом.  Среднегодовая  температура воздуха составляет 0-5  градусов. На  территории района преобладают ветры юго-западного направления.  Вегетационный период -146 дней.  Среднегодовое  количество  осадков  - около 494 мм,  наибольшее количество их  выпадает  в  летний  период. Устойчивый  снежный  покров  устанавливается во второй половине октября,  а  сходит  в  апреле.  

## История
Поселок возник в 1949 году при строительстве железнодорожной ветки на север района. К 1951 году в поселке было построено деревянное здание железнодорожного вокзала и три многоквартирных дома для семей рабочи. В 1953 году началось строительство особой зоны для осужденных. В 1956 году построен шпалозавод и ремонтные мастерские. В 1974 году в поселке начал работать лесопункт Тунгусского леспромхоза.  В 1992 году вольнонаемное население поселка Тиличеть составляло 1377 жителей. В 1997 году было закрыто поселкообразующее учреждение колония У-235/7.  Единственным местом работы в поселке ныне являются учреждения социальной сферы.

## Население
Постоянное население  857 человек в 2002 году (94% русские) ,  471 человек в 2010 году.